# Донецкий уезд (Екатеринославское наместничество)
Донецкий уезд — уезд Екатеринославского наместничества Российской империи.
Был создан в 1784 году после упразднения Славяносербии.
Уезд был выделен из Бахмутской провинции в связи с ростом населения этой территории.
Административным центром Донецкого уезда было село Подгорное, которое получило статус города и было переименовано в Донецк. Впоследствии этот населённый пункт был переименован в Славяносербск.
Донецкий уезд просуществовал до 1797 года, после чего был упразднён указом Павла І. Территории уезда были переданы Бахмутскому уезду. Донецк стал заштатным городом.
В 1806 году на этой территории и с тем же административным центром был создан Славяносербский уезд Екатеринославской губернии Российской империи.